# Phạm Văn Khoa
Phạm Văn Khoa (15 tháng 3 năm 1913 – 24 tháng 10 năm 1992) là một đạo diễn điện ảnh người Việt Nam, được xem là một đạo diễn lão thành của nền điện ảnh cách mạng Việt Nam, ông là giám đốc đầu tiên của Doanh nghiệp Quốc gia Chiếu bóng và Chụp ảnh Việt Nam và Xưởng Phim truyện Việt Nam. Phạm Văn Khoa được nhà nước Việt Nam trao tặng danh hiệu Nghệ sĩ nhân dân vào năm 1984 và Giải thưởng Nhà nước về văn học nghệ thuật năm 2007.

## Tiểu sử
Phạm Văn Khoa sinh ngày 15 tháng 3 năm 1913 trong một gia đình trung nông tại làng Đông Tạ, nay thuộc thị trấn Vĩnh Bảo, huyện Vĩnh Bảo, thành phố Hải Phòng. Ông bắt đầu tham gia hoạt động văn nghệ và cách mạng từ sớm. Năm 1937, ông hoạt động trong Hội Truyền bá Quốc Ngữ, là giảng viên Pháp văn, Hoa văn. Ông từng tham gia đoàn kịch Thế Lữ (với Thế Lữ, Song Kim, Phạm Văn Đôn, Trịnh Như Lương, Trần Đình Thọ,...), từng đóng trong các vở "Lọ vàng" (phỏng theo "Lão hà tiện" của Molière), "Khóc lên tiếng cười" (Bùi Huy Phồn). Ông đã được kết nạp vào Đảng Cộng sản Đông Dương năm 1942.
Sau Cách mạng tháng Tám, ông cùng Đặng Thai Mai đứng ra thành lập Ban kịch Hoa Lan, từng công diễn vở "Lôi Vũ" (Tào Ngu). Kháng chiến bùng nổ, ông tiếp tục tham gia Đoàn kịch Chiến thắng cùng Thế Lữ, Thanh Tịnh, Đoàn Phú Tứ, Song Kim,... đi lưu diễn, phục vụ kháng chiến. Tại an toàn khu, ông được cử làm chủ nhiệm tờ báo "Cờ giải phóng". Thời gian sau, ở chiến khu Việt Bắc, ông làm việc ở Báo Sự thật – Cơ quan ngôn luận của Đảng Cộng sản Việt Nam. Ông còn là ủy viên thường vụ Đoàn sân khấu Việt Nam.
Sau khi điện ảnh cách mạng Việt Nam thành lập ngày 15 tháng 3 năm 1953 theo sắc lệnh của Chủ tịch Hồ Chí Minh, ông giữ chức Giám đốc Doanh nghiệp Quốc gia Chiếu bóng và Chụp ảnh Việt Nam, kiêm tổng biên tập tờ báo Điện ảnh. Sau đó, ông làm giám đốc Xưởng phim Việt Nam, Xưởng Phim truyện Việt Nam (tách ra từ Xưởng Phim Việt Nam, hiện nay tên là Hãng phim truyện Việt Nam) từ 1956 đến 1959. Ông chính là một trong những người góp công đầu trong việc xây dựng nền điện ảnh cách mạng Việt Nam sau này. Trước khi ngành điện ảnh thành lập, ông đã cùng một số nhà điện ảnh Trung Quốc thực hiện bộ phim tài liệu nghệ thuật Việt Nam kháng chiến. Năm 1955, ông lại cùng đạo diễn, Nghệ sĩ Nhân dân Liên Xô Roman Karmen thực hiện bộ phim tài liệu Việt Nam trên đường thắng lợi (được biết với tên gọi Việt Nam sau này).
Năm 1958, ông bắt đầu sự nghiệp đạo diễn bằng bộ phim hài Vườn cam. Những năm sau đó ông thực hiện hàng loạt bộ phim như: Lửa trung tuyến (1961, cùng làm với Lê Minh Hiến), Lửa rừng (1966), Lửa (1969), Sau cơn bão (1970), Kén rể (1975), Khôn dại (1976), Chị Dậu (1980), Làng Vũ Đại ngày ấy (1983), Sẽ đến một tình yêu (1983)... Năm 1984, ông được trao tặng danh hiệu Nghệ sĩ nhân dân trong đợt tặng thưởng đầu tiên. Năm 1985, ông nhận Huân chương Độc lập hạng Ba.
Phạm Văn Khoa qua đời vào ngày 24 tháng 10 năm 1992 tại Hà Nội, hưởng thọ 79 tuổi.

## Đời tư
Cả gia đình ông đều hoạt động nghệ thuật. Vợ ông là Bích Châu (1934–1988), diễn viên của Nhà hát kịch Việt Nam. Con gái ông là Phạm Nhuệ Giang và con rể là Nguyễn Thanh Vân (con trai đạo diễn, Nghệ sĩ Nhân dân Nguyễn Hải Ninh) đều là đạo diễn điện ảnh.

## Tác phẩm
Sự nghiệp đạo diễn của Phạm Văn Khoa bắt đầu từ bộ phim truyện Vườn cam năm 1958, phản ánh phong trào hợp tác xã nông nghiệp thời kỳ đó, phê phán những thói hư tật xấu, hủ tục lạc hậu, chậm tiến còn rơi rớt trong xã hội. Tiếp đó, ông thực hiện bộ ba phim về đề tài chiến tranh mang tên Lửa trung tuyến (1961), Lửa rừng (1966) và Lửa (1968). Chủ đề chính của loạt phim này là những người lính từ mặt trận trở về. Đặc biệt với Lửa trung tuyến (dựa theo truyện ngắn Cô Nhàn của Văn Dân), ông đã nhận được bằng khen thưởng của Hội Điện ảnh Liên Xô tại Liên hoan phim Quốc tế Matxcơva (1961), Bông sen bạc tại Liên hoan phim Việt Nam lần thứ 2 (1973).
Từ năm 1972, Phạm Văn Khoa kết hợp với nhà biên kịch Duy Cường, tiếp tục thực hiện những bộ phim Sau cơn bão, Kén rể, Khôn dại. Trong những bộ phim này, ông đã sử dụng tiếng cười hóm hỉnh, nhẹ nhàng của để đả kích những làm ăn bất chính, những phần tử lạc hậu, cán bộ tham nhũng, thoái hoá như Phó chủ nhiệm hợp tác xã trong Sau cơn bão, bà mẹ trong Kén rể hay lên án một số cán bộ kinh doanh nhà nước buôn gian bán lận, sống xa hoa trác táng trong Khôn dại. Hai bộ phim để lại ấn tượng nhất của ông chính là Chị Dậu (chuyển thể từ Tắt đèn của Ngô Tất Tố) và Làng Vũ Đại ngày ấy (chuyển thể từ Sống mòn, Chí Phèo, Lão Hạc của Nam Cao), được khán giả đón nhận và ghi dấu ấn trong điện ảnh Việt Nam. Với bộ phim Chị Dậu, ông đã nhận Huy chương vàng tại Liên hoan phim Nantes tại Pháp, hay phim Làng Vũ Đại ngày ấy của ông đã được gửi đi dự Liên hoan phim quốc tế tại Hawaii. Ngoài ra ông còn có các tác phẩm chuyển thể từ sân khấu như Thái hậu Dương Vân Nga, Đô đốc Bùi Thị Xuân.
Năm 2007, ông được nhà nước Việt Nam truy tặng Giải thưởng Nhà nước về Văn học Nghệ thuật cho 3 tác phẩm: Lửa trung tuyến, Chị Dậu và Làng Vũ Đại ngày ấy.
Danh sách này không đầy đủ, bạn cũng có thể giúp mở rộng danh sách.
- Vườn cam (1958)
- Lửa trung tuyến (1961)
- Lửa rừng (1966)
- Lửa (1969)
- Sau cơn bão (1970)
- Kén rể (1975)
- Khôn dại (1976)
- Chị Dậu (1980)
- Làng Vũ Đại ngày ấy (1983)
- Sẽ đến một tình yêu (1983)
- Nhưng chiến sĩ thầm lặng (1984)